# Conférence de Dartmouth

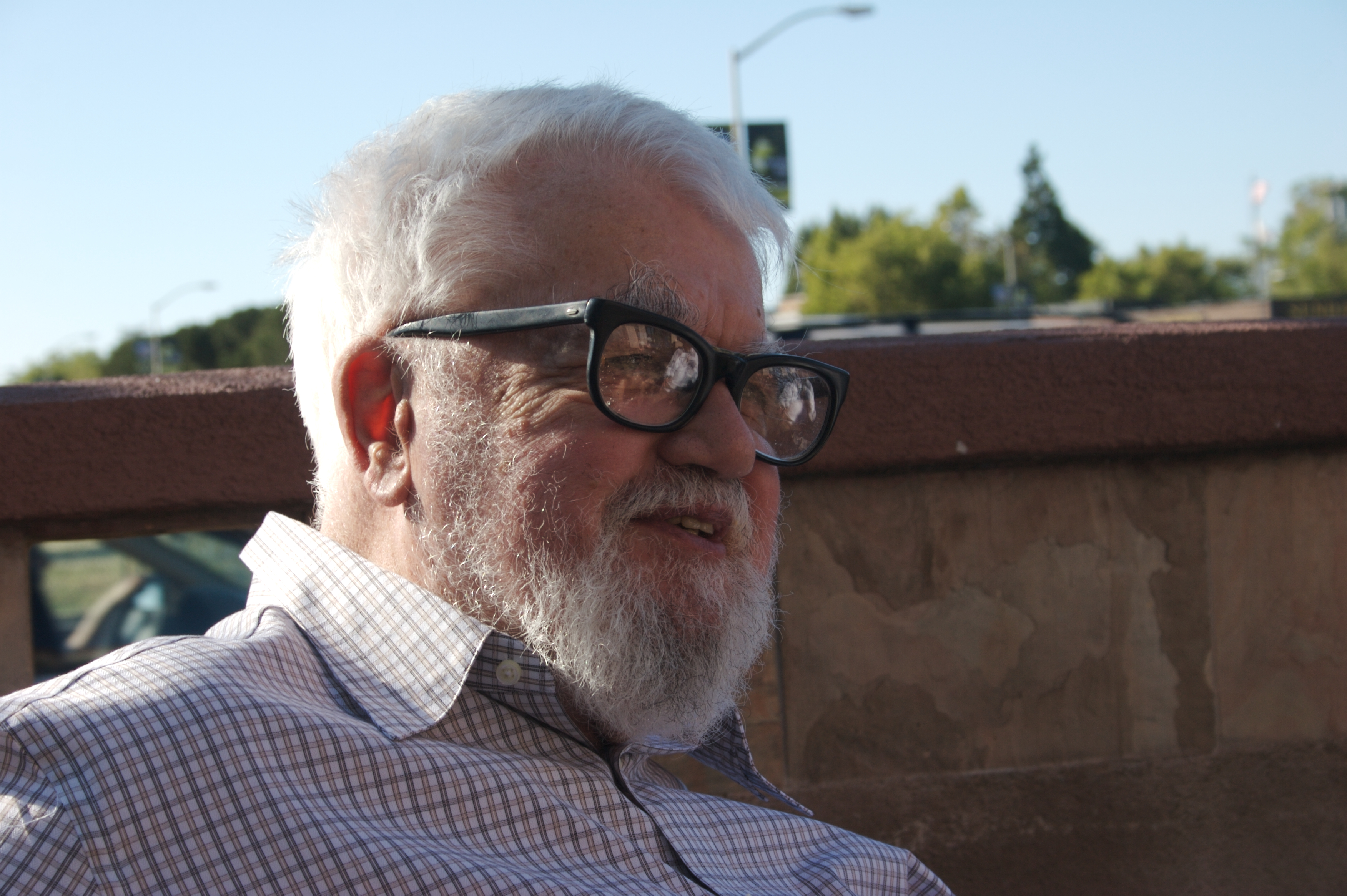
Professeur John McCarthy, créateur du langage LISP

La conférence de Dartmouth (Dartmouth Summer Research Project on Artificial Intelligence) est un atelier scientifique organisé durant l'été 1956, qui est considéré comme l'acte de naissance de l'intelligence artificielle en tant que domaine de recherche autonome,.
Organisée par Marvin Minsky et John McCarthy, elle a eu lieu sur le campus du Dartmouth College et a réuni vingt chercheurs dont Claude Shannon, Nathan Rochester, Ray Solomonoff, Trenchard More (en), Oliver Selfridge (en), Allen Newell et Herbert Simon. Ces deux derniers y présentent le programme Logic Theorist, capable de démontrer des théorèmes mathématiques. John Mc Carthy y présente le principe d'élagage alpha-bêta, un algorithme d'évaluation jouant un rôle majeur dans la programmation en intelligence artificielle, notamment utilisé par la grande majorité des programmes d'échecs.
C'est à l'occasion de cette conférence que McCarthy a convaincu l'auditoire d'accepter l'expression « Intelligence Artificielle » comme intitulé du domaine.